# Parafia Zesłania Ducha Świętego w Ząbrowie
Parafia Zesłania Ducha Świętego w Ząbrowie – parafia rzymskokatolicka w diecezji elbląskiej. Erygowana w 1375roku, reerygowana w 1962 roku przez warmińskiego administratora apostolskiego Tomasza Wilczyńskiego.
Na obszarze parafii leżą miejscowości: Ząbrowo, Piotrkowo, Gałdowo, Chełmżyca, Gardzień, Grabowiec, Kamionka Duża, Segnowy, Szymbark, Starzykowo, Szczepkowo. Tereny te znajdują się w gminie Iława i gminie Susz w powiecie iławskim w województwie warmińsko-mazurskim.